# Transversal Mercator
Transversal Mercator (TM) en kartprojektionsmetod som liknar Mercators projektion men cylinderns långsida går längs ekvatorn, alltså tvärställd så att den tangerar medelmeridianen.
Den variant av projektionen som oftast används kallas också Gauss-Krügers projektion efter Carl Friedrich Gauss, som presenterade varianten 1822, och L. Krüger, som analyserade den vidare i början av 1900-talet.
Projektionen lämpar sig för i nord-sydlig riktning långsträckta områden. Områden som sträcker sig längre också i öst-västlig riktning kan avbildas genom en serie kartor med olika medelmeridian. Ett system med 3° breda zoner (”Gauss-Krüger”) används i Europa och Sydamerika och ett med 6° breda zoner (UTM, ”Universal Transversal Mercator”) globalt.